# Predistribución

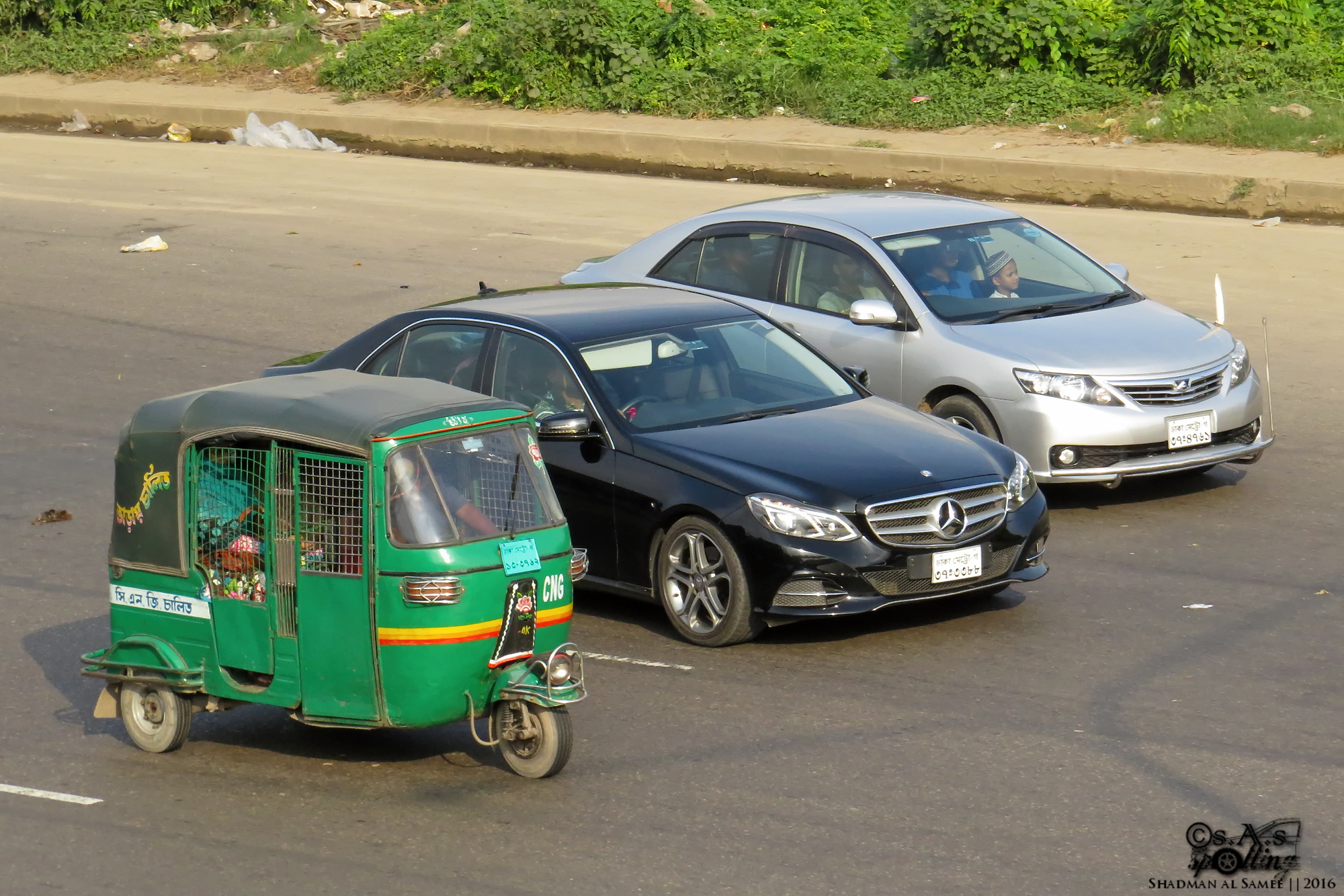
Carrera desigual en Bangladés. La predistribución intenta reducir las desigualdades.

El término predistribución (en inglés predistribution o pre-distribution) es un neologismo acuñado por el profesor de la Universidad de Yale Jacob Hacker en su artículo Los fundamentos institucionales de la democracia de las clases medias publicado por el laboratorio de ideas Red de Políticas (Policy Network). La predistribución es la idea de que el Estado tendría que intentar evitar en origen que las desigualdades (la desigualdad social o la desigualdad de ingreso) ocurran, más que paliarlas a través de impuestos y subsidios (redistribución) una vez que han ocurrido. En otra definición, la predistribución no consiste en corregir las diferencias de renta producidas por el mercado, sino en modificar el funcionamiento del mercado con el fin de que genere menos desigualdades.
El vocablo "predistribución" ha sido utilizado, en el mismo sentido, por James Robertson y Joseph Huber en su libro, Creando dinero nuevo (Fundación para una Nueva Economía, Londres, Reino Unido). También se ha empleado en varias publicaciones asociadas con la Campaña para un socialismo cooperativo, incluyendo un conjunto de 5 artículos aparecidos en 2009/2010 en El monitor del CCPA (la publicación del Centro Canadiense de Políticas Alternativas, CCPA), y vueltos a publicar en 2010 como la colección, Lecturas del CCPA sobre socialismo cooperativo.

## Influencia en la política británica
En el Reino Unido, el dirigente del Partido Laborista Ed Miliband mostró interés en el concepto, cuando durante un seminario de Red de Políticas en la Bolsa de Londres afirmó que «La predistribución es decir que no podemos permitirnos el quedarnos permanentemente atascados en una economía de sueldos bajos.» Se ha visto el concepto como el resultado del reconocimiento de que si los laboristas regresaran al poder no serían capaces de revertir todos los recortes de la coalición conservadora-liberal demócrata (llamada también "coalición David Cameron-Nick Clegg", que gobernó en el Reino Unido de 2010 a 2015) ni de  aplicar políticas redistributivas tradicionales, debido a la mala situación de la economía.
En cambio los laboristas necesitaban centrarse en políticas que consiguieran que "trabajar valiera la pena" para los más pobres. Tristram Hunt, un parlamentario laborista, abogó por la predistribución en su capítulo de El libro púrpura como manera de reformar la economía cuando un elevado déficit impide aumentar el gasto público (situación de restricción fiscal). Rachel Reeves, también participante en este libro, utilizó el término en un artículo de junio de 2012 en la revista Progreso. Lord Wood of Anfield, un asesor de Miliband, ha sostenido que es necesaria una «agenda de predistribución» porque «Ante la creciente desigualdad, la menor movilidad social y los sueldos reales estancados para las personas de ingresos medios, hay límites a lo que la redistribución puede conseguir por sí misma.»
En un artículo en el periódico The Guardian, Jacob Hacker describió los 3 temas principales de la predistribución en el entorno británico:
- Arreglar la macroeconomía, en particular animando la inversión a largo plazo.
- Proporcionar servicios públicos de calidad, en particular salud y educación en habilidades de los jóvenes.
- Descubrir maneras nuevas de controlar la economía de mercado, como participación accionarial de los trabajadores en las empresas,[6] que saber lo que ganan los compañeros se convierta en un derecho del trabajador, y asociaciones de trabajadores diferentes de los sindicatos.[cita requerida]

Otras formas de predistribución son aumentar los salarios mínimos, reducir el poder de mercado de las grandes corporaciones o reforzar a los sindicatos.

## Debate
Los partidarios de la predistribución sostienen que, con la mundialización y el desarrollo tecnológico, las empresas tienen cada vez mayor poder de negociación sobre los trabajadores, y las políticas de predistribución podrían restablecer el equilibrio de fuerzas. También defienden que los estudios empíricos que se van acumulando prueban que los aumentos moderados del salario mínimo no aumentan el paro.
Ha habido discusiones sobre si la predistribución es práctica. El corresponsal político de la BBC, Ian Watson, argumenta que una política predistributiva podría requerir que una empresa que quisiera participar en una licitación estatal pagara, no el salario mínimo, sino el salario decente. Esto podría ser difícil durante tiempos de austeridad. El argumento de Watson ha sido contestado por la Comisión independiente sobre estándares de vida.
Algunos comentaristas han llegado a afirmar que el concepto de predistribución ha sido simplemente inventado, y carece de cualquier sustancia real. Esta es una crítica improcedente, porque todos los conceptos son inventados. Un concepto se puede criticar por su falta de claridad o por su falta de utilidad, pero no por ser inventado.
En todo caso debe recordarse que "predistribución" y "redistribución" son solo nombres de conjuntos de políticas, y que una política que pretenda mejorar la situación de un grupo de ciudadanos sin perjudicar inadecuadamente al resto puede ser eficaz o ineficaz independientemente de que sea de predistribución o de redistribución. Es más recomendable escoger una política porque la evidencia empírica demuestre que es eficaz que escogerla por su tipo.